# William Gunn

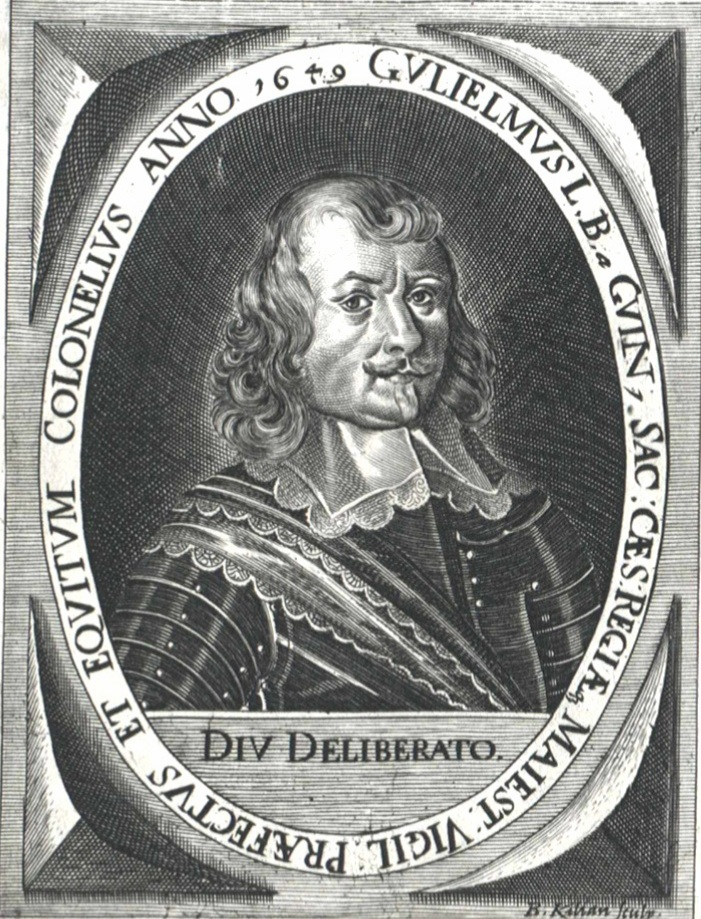
William Gunn auf einem Kupferstich aus dem Jahr 1649

William Gunn, auch Wilhelm von Guin/Guyn (* 1603 in Helmsdale (Schottland); † vor November 1660 vermutlich in Wien), war ein aus Schottland stammender Soldat. Im Dreißigjährigen Krieg kämpfte er in schwedischen und kaiserlichen Diensten, im 1. Bischofskrieg in schottisch‐royalistischen. Sein letzter Rang war der eines kaiserlichen Generalfeldwachtmeisters.

## Leben
Gunn (nach eigener Schreibweise Guin) wurde als Sohn von Sir Iain Gunn of Dirlot und Margaret Sinclair of Dunbeath in Schottland geboren und katholisch erzogen.

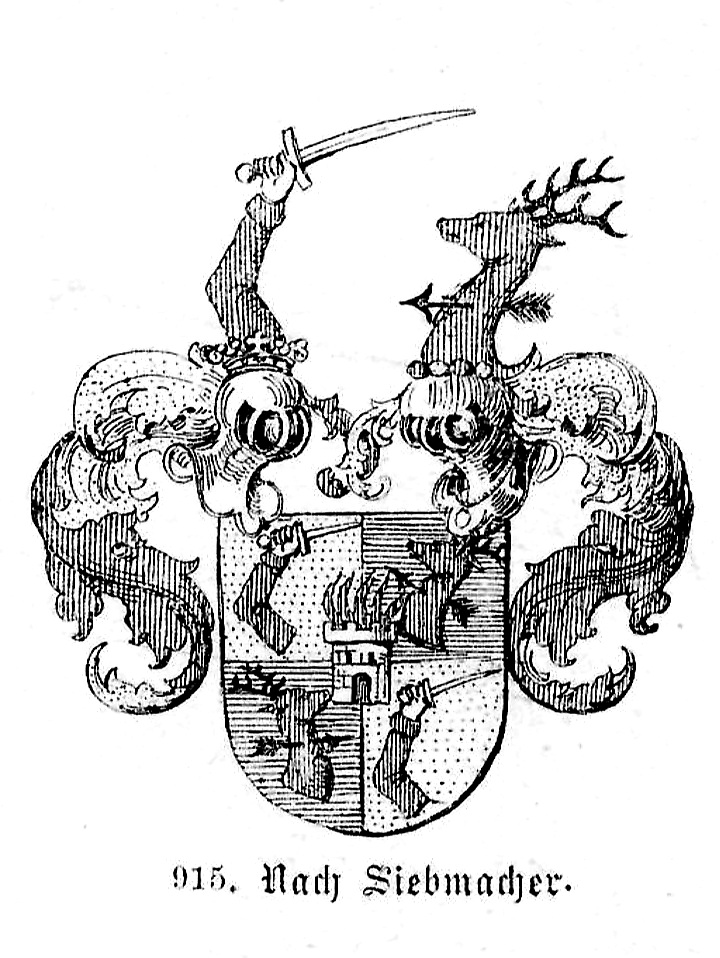
Wappen des Freiherren William Gunn

Nachdem er in königlich englischen Diensten im schottischen Regiment Lord Reay diente, verließ Schottland 1626 und trat möglicherweise als Rittmeister „Gien“ in ligistische Dienste (unter Adrian von Cortenbach (1592–1630)) ein. 1629 stand er in dänischen Diensten, aus denen er in schwedische Dienste übertrat. Im März 1631 wurde er bei der Verteidigung von
Neubrandenburg gegen Tilly gefangen genommen, kam aber gegen Zahlung von 2400 Talern wieder frei.
Unter dem schwedischen Feldmarschall Patrick Ruthven, 1. Earl of Forth (1572–1652), nahm er 1632 als Obristleutnant an der Besetzung von Memmingen und an der Schlacht von Lützen teil und war Kommandant von Mindelheim. Im März 1634 folgte der Überfall auf Reutte. Ab Mai war er Kommandant von Buchhorn (Bodensee, „Gustavsburg“) mit 1000 Mann, 400 Reitern und 10 Geschützen und ab September Kommandant der sogenannten „Schottische Brigade“ von 700 Musketieren. In dieser Funktion bewährte er sich am 5. September bei Gefecht von Ederheim (erfolgreicher Angriff auf Morzin) und am Heselberg und am Folgetag bei der Schlacht bei Nördlingen, wo er die Schanze von Albuch erfolgreich erstürmt, aber wieder räumen musste.
Nach einem zwischenzeitlichen Aufenthalt in London machte er sich 1636 bei der Einnahme des Passes von Fresdorf verdient und nahm am 4. Oktober an der Schlacht bei Wittstock als Kommandant der Vorhut teil. Dabei schlug er acht Angriffe zurück und wurde schwer verwundet. Im Juli 1637 empfahl ihn von Ruthven als Generalmajor der britischen Truppen in schwedischen Diensten, wurde aber aufgrund seiner katholischen Gesinnung von Johan Banér abgelehnt und musste mit 20. April 1638 aus schwedischen Diensten austreten.
1639 wurde er Vizekommandant der königlich schottischen Armee unter Viscount Aboyne (18./19. Juni 1639 Gefecht an der Bridge-of-Dee, Niederlage gegen Montrose) im 1. Bischofskrieg. Für seine Verdienste schlug ihn Charles I. zum Ritter.
Sein weiterer Lebensweg führte ihn 1640 nach Ulm, wo er am 6. Juni Anna Margarethe Freiin von Freyberg-Justingen und Öpfingen (* 1609) heiratete, Tochter des Georg Ludwig von Freyberg, Freiherr von Freyberg-Justingen (1574–1631) und der Barbara von Eberstein, Gräfin von Eberstein-Rixingen (* um 1572). Die Reichsstadt Ulm verehrte ihm einen Silberpokal und er lud die Stadträte zu einem Bankett im „Goldenen Ochsen“ ein. Die Tochter aus dieser Ehe, Anna Barbara (* 1640; † 1681), heiratete (1664) Franz von Weltz, Freiherrn zu Eberstein (1635–1674), seine Enkelin war somit Franziska Barbara von Weltz, Herrin zu Wilhermsdorf, verheiratete Gräfin zu Hohenlohe, erst zu Neuenstein, in zweiter Ehe zu Waldenburg.
In der Urkunde zur Einsetzung in die Pfandherrschaft Staufenecks am 4. August 1640 – die Burg Staufeneck erwarb er erst 1642 – nannte er sich: „Herr auf Dürleit, Delmort, Glockhut und Ladeckh“. Seine Titulatur wurde in einer anderen Urkunde auch folgendermaßen ausgeschrieben: „Des Hl.[eiligen] Röm.[ischen] Reiches Freiherr, Herr auf Dürleit und Staufeneck, Ritter, Röm.[isch] Kaiserlicher Maj.[estät] Wachtmeister und bestellter Obrister zu Ross und Fuß und der Königl.[ichen] Maj.[estät] in Groß Britannien Kammerherr“.
Mit 1. Oktober 1640 ist die Bewilligung eines kaiserlichen, monatlichen Unterhalts von 200 fl. belegt und 1641 seine Bestellung zum kaiserlichen Obrist und Kommandant des Kürassier-Regiments Dom Duarte di Bragança. 1641 nahm er am Feldzug unter Erzherzog Leopold Wilhelm in Mähren teil. Gegen seinen Wunsch wurde er 1642 mit seinem Regiment nach Italien geschickt. Nachdem seine Bitte um Verleihung des Regiments Rodovan 1643 noch nicht zustande gekommen war, zog er als dessen Kommandant 1644 mit diesem nach Mailand in spanische Dienste. Am 8. August 1646 wurde er in den österreichischen Freiherrenstand erhoben und am 20. Jänner 1648 zum kaiserlichen Generalfeldwachtmeister ernannt. Er blieb noch in Ulm bis 1649 und siedelte dann nach Wien über, wo er 1655 in den Ruhestand trat.
Gunns geplanten Staufeneck-Verkauf vollzogen erst 1665 seine Witwe Anna Margareta von Freyberg und seine Tochter Anna Barbara Freifrau von Weltz zu Eberstein, und zwar an Ferdinand Freiherrn von Degenfeld.